# Блиган
Блига́н — мыс на севере Охотского моря в Тауйской губе.

## Топоним
Согласно Топонимическому словарю Северо-Востока СССР, языковая принадлежность названия не установлена.

## География
Расположен на юге полуострова Кони. Возле северо-восточного окончания мыса находится устье реки Комар, сам мыс с берега окружён кекурами.
Входит в состав Ольского участка Магаданского заповедника. В районе мыса гнездятся баклан, тихоокеанская чайка и топорок. 
Средняя величина прилива у мыса — 4 метра, наибольшая глубина у берега — 40 метров.